# Francesco Albertini
Pour les articles homonymes, voir Albertini.
Francesco Albertini, né en 1469 à Florence et mort le 30 août 1510 à Rome, est un écrivain italien du XVIe siècle.

## Œuvres
- De Mirabilibus novæ et veteris urbis Romæ, ouvrage divisé en trois livres, et dédié à Jules II, Rome, 1505, in-4°, réimprimé en 1510, 1515, 1519 et 1520. On a eu, depuis, de meilleurs ouvrages sur le même sujet mais celui d’Albertini jouit encore de quelque estime.
- Tractatus brevis de laudibus Florentiæ et Saonæ (Savone). Il composa ce traité en 1509 : on le trouve ordinairement réuni à la 3e édition de l’ouvrage précédent, qui est de 1515.
- un Mémoire en italien, sur les statues et les peintures qui sont à Florence, de la main d’habiles maîtres, anciens et modernes. Florence, 1510, in-4°.